# Бидерманас, Изис
Израэлис Бидерманас (1911—1980) — фотограф, по происхождению литовский еврей, работал во Франции под именем Изис Бидерманас. Наиболее известен своими снимками французских цирков и Парижа.
Бидерманас родился в городе Мариамполь Сувалкской губернии Российской империи (ныне в Литве). В 1930 году он переехал во Францию, чтобы стать художником. В 1933 году он руководил фотостудией в 13-м округе Парижа. Будучи евреем, во время нацистской оккупации он был вынужден покинуть Париж. Он уехал в Амбазак, что в регионе Лимузен. Здесь он взял себе псевдоним Изис и здесь его схватили и пытали нацисты. Его освободили бойцы французского Сопротивления и Бидерманас сам стал подпольным бойцом. В это время он фотографировал своих товарищей, в том числе полковника Жоржа Гиньона. Поэт и тоже подпольщик Робер Жиро впервые написал об Изисе в еженедельном журнале Unir, который тоже принадлежал Сопротивлению.
Когда Францию освободили, а война закончилась, у Изиса уже была готова серия портретов маки (сельских партизан, действовавших преимущественно на юге Франции), которая, будучи опубликованной, принесла ему известность. Он вернулся в Париж, подружился с поэтом Жаком Превером и другими деятелями искусств. Изис стал крупной фигурой французской гуманистической фотографии середины века, также вдохновлялся работами Брассая, Картье-Брессона, Дуано и Рони. Его «работы обычно показывали поэтический образ города и его жителей». В 1953 году Эдвард Стайхен объединил работы этих мастеров в выставку «Пять французских фотографов» в Музее современного искусства в Нью-Йорке.